# Piletina
Piletina je naziv za meso dobiveno od domaćih kokoši. Piletina je najčešća vrsta mesa peradi u svijetu. Za proizvodnju mesa najvažnije su "teške" pasmine, zatim kombinirane (jaja i meso), a rjeđe lake pasmine (koriste se više za "proizvodnju" jaja).
Piletina se stavlja u promet u trupovima ili komadima, ohlađeno na temperaturu ispod 4°C ili smrznuto na temperaturi nižoj od -12°C.
Piletina, kao i meso ostalih peradi, se brzo i lako priprema, servira i ima poželjna organoleptička svojstva. Mišićna vlakna su nježna i bez teškoća se probavljaju u probavnom sustavu.

## Podjela
Piletina, prema propisima, se razvrstava na:
- Mlada piletina (tzv. brojleri), starosti do 2,5 mjeseca
- Piletina starosti 2,5 do 6 mjeseci
- Meso mladih kokoši starosti od 6 mjeseci do 1 godine
- Meso starijih kokoši preko 1 godine

## Dijelovi trupa
Pileći trupovi nakon klanja se režu na sljedeće dijelove: glava, vrat, krila, leđa, zdjelica, prsa, zabataci, bataci i nogice.
Osim mesa jestivi dijelovi kokoši su i srce, jetra i želudac (bubac).